# 多花酸藤子
多花酸藤子（学名：Embelia floribunda）为紫金牛科酸藤子属下的一个种。

## 扩展阅读
- 維基物種上的相關：多花酸藤子